# Lyciasalamandra atifi
Lyciasalamandra atifi är en groddjursart som först beskrevs av Basoglu 1967.  Lyciasalamandra atifi ingår i släktet Lyciasalamandra och familjen vattensalamandrar. Inga underarter finns listade i Catalogue of Life.
Denna vattensalamander förekommer i sydvästra Anatolien. Den lever i kulliga områden och i bergstrakter upp till 1500 meter över havet. Lyciasalamandra atifi vistas i fuktiga skogar, ofta nära vattenansamlingar. Honor lägger inga ägg utan föder en eller två ungar efter ett år dräktighet. Ungarna genomgår metamorfosen i moderns kropp.
Beståndet hotas av skogsbruk och av bränder. Dessutom fångas flera exemplar för vetenskapliga undersökningar. Hela populationen anses vara stabil. IUCN listar arten på grund av den begränsade utbredningen som starkt hotad (EN).